# Upper Lillooet
Upper Lillooet (Upper St'at'imc. Sebe nazivaju STLA'tlei-mu-wh-talk), jedna od dviju glavnih skupina Lillooet Indijanaca nastanjenih u Britanskoj Kolumbiji uz rijeku Fraser i na jezerima Anderson i Seaton, Kanada. Upper Lillooeti tradicionalno se sastoje od dviju glavnih bandi, to su Fraser River Lillooet i Lake Lillooet, od kojih svaka ima nekoliko sela.
Lake Lillooet: 
- Heselten, Seton Lake, sjeverna strana.
- Nkaiot, Anderson Lake.
- Nkuatkwa,  Anderson Lake. Danas banda poznata kao N'quatqua.
- Skemkain, Seton Lake.
- Slaus, Seton Lake.
- Tcalethl, Seton Lake, sjeverna strana.

Fraser River Lillooet:
- Hahalep (Fountain), e. strana Fraser Rivera kod Fountain Creeka. Hodge ga naziva Huhilp;[2] danas Xaxl'ip.
- Nhoisten, ušće Bridge Rivera. Ova banda danas se zove Nxwísten ili Bridge River Indian Band.
- Setl (Lillooet village), w. od grada Lillooet na w. strani Fraser Rivera.
- Skakethl, w. strana Fraser Rivera.
- Skulewas (Skulewes), s. strana Cayuse Rivera. danas poznati kao Sekw’el’wás
- Tseut, e. strana Fraser Rivera.